# Медаль за захист Кореї (США)
Меда́ль за за́хист Коре́ї (США) (англ. Korea Defense Service Medal) — військова нагорода США, яка була запроваджена президентом США Джорджем Бушем у 2002 році.
Медаллю нагороджуються військовослужбовці Збройних сил США, хто своїм відмінним виконанням службових обов'язків сприяв збереженню миру між Південною Кореєю та Північною Кореєю. Для нагородження існують такі критерії: безперервна військова служба протягом щонайменше 30 діб у Кореї або не менш 60 діб з перервами.